# Kostel svaté Kateřiny (Vranová Lhota)
Kostel svaté Kateřiny Alexandrijské je římskokatolický farní kostel v obci Vranová Lhota.

## Historie
První zmínka o duchovním patronátě ve Vranové Lhotě je z roku 1507. Na místě od roku 1712 stála barokní kaple. Roku 1788 se na jejím místě začal budovat pozdně barokní kostel. Byl dostavěn roku 1792 spolu s budovou fary.
V listopadu 1998 byl prohlášen kulturní památkou a o rok později rekonstruován.

## Popis
Kostel je jednolodní stavba se sedlovou střechou. Kostelu dominuje hranolová věž s jehlancovou střechou. Věž přiléhá k presbyteriu. Nad dveřmi do věže se nachází plastika Dobrého pastýře a reliéf Oplakávání Krista. Na kostele se také nachází pamětní deska Jana Sládka, rodáka z Vranové Lhoty.
V interiéru se nachází původní oltář z barokní kaple.

## Galerie

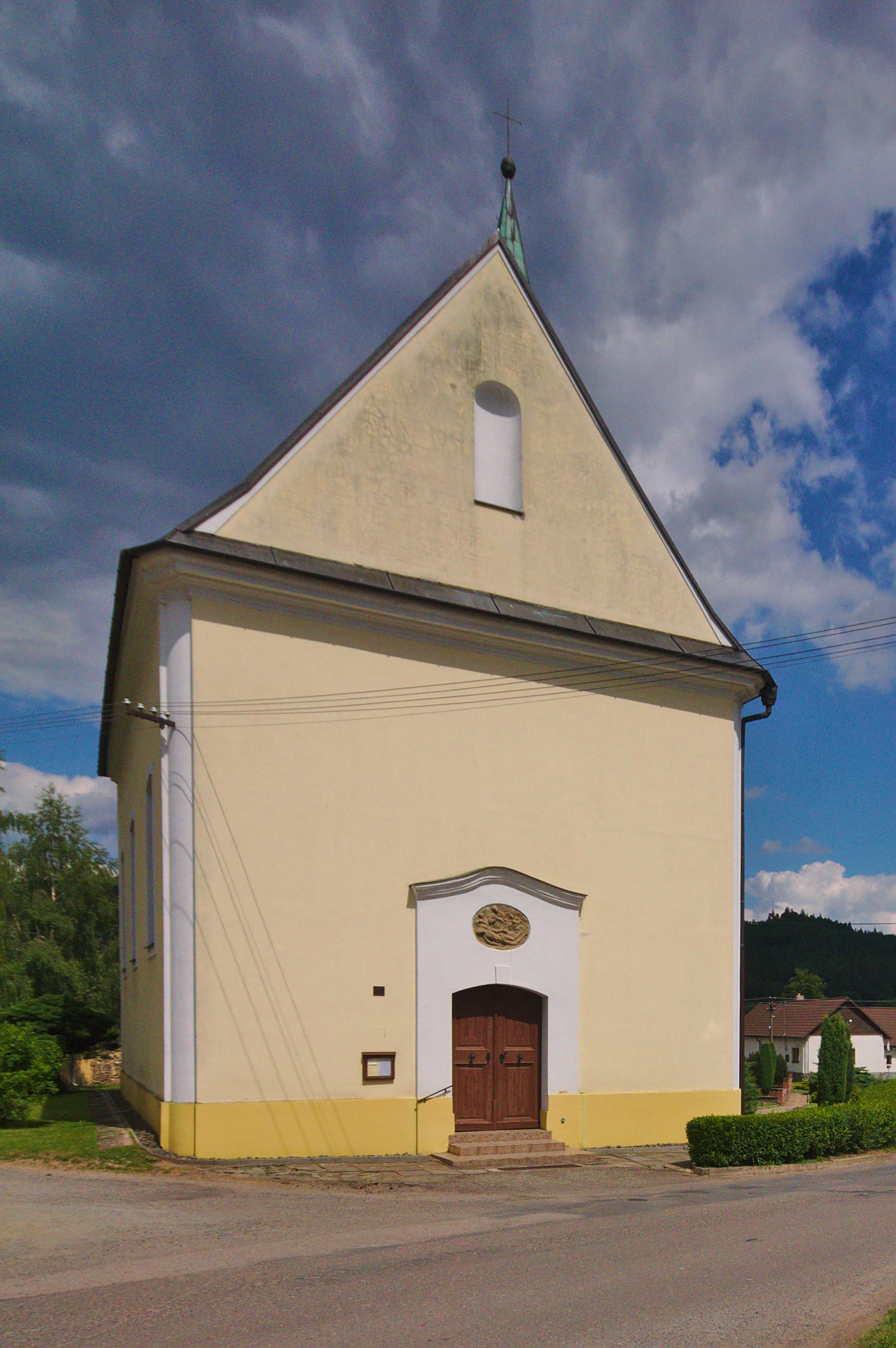
Zadní průčelí kostela
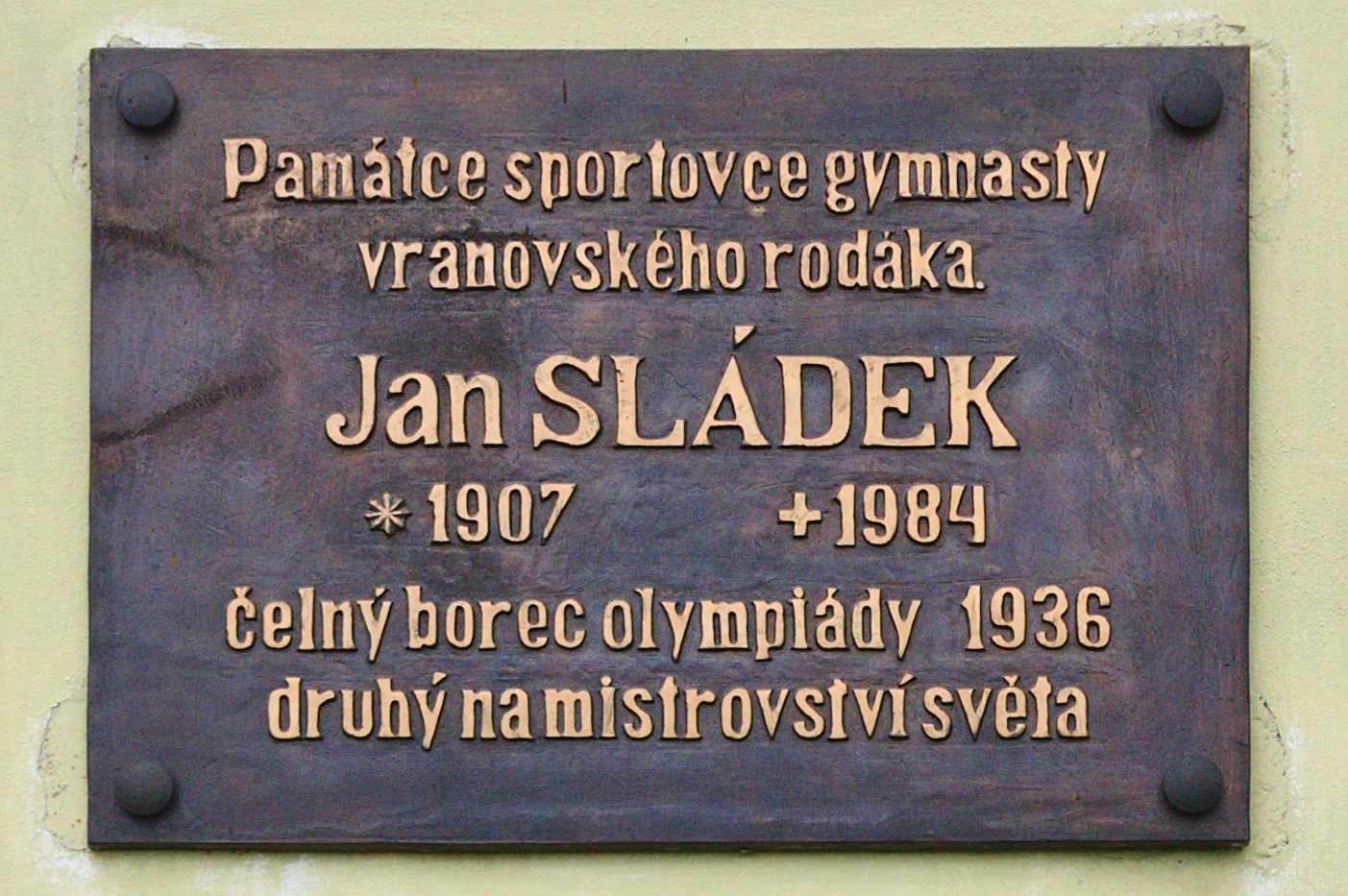
Pamětní deska Jana Sládka umístěná na kostele
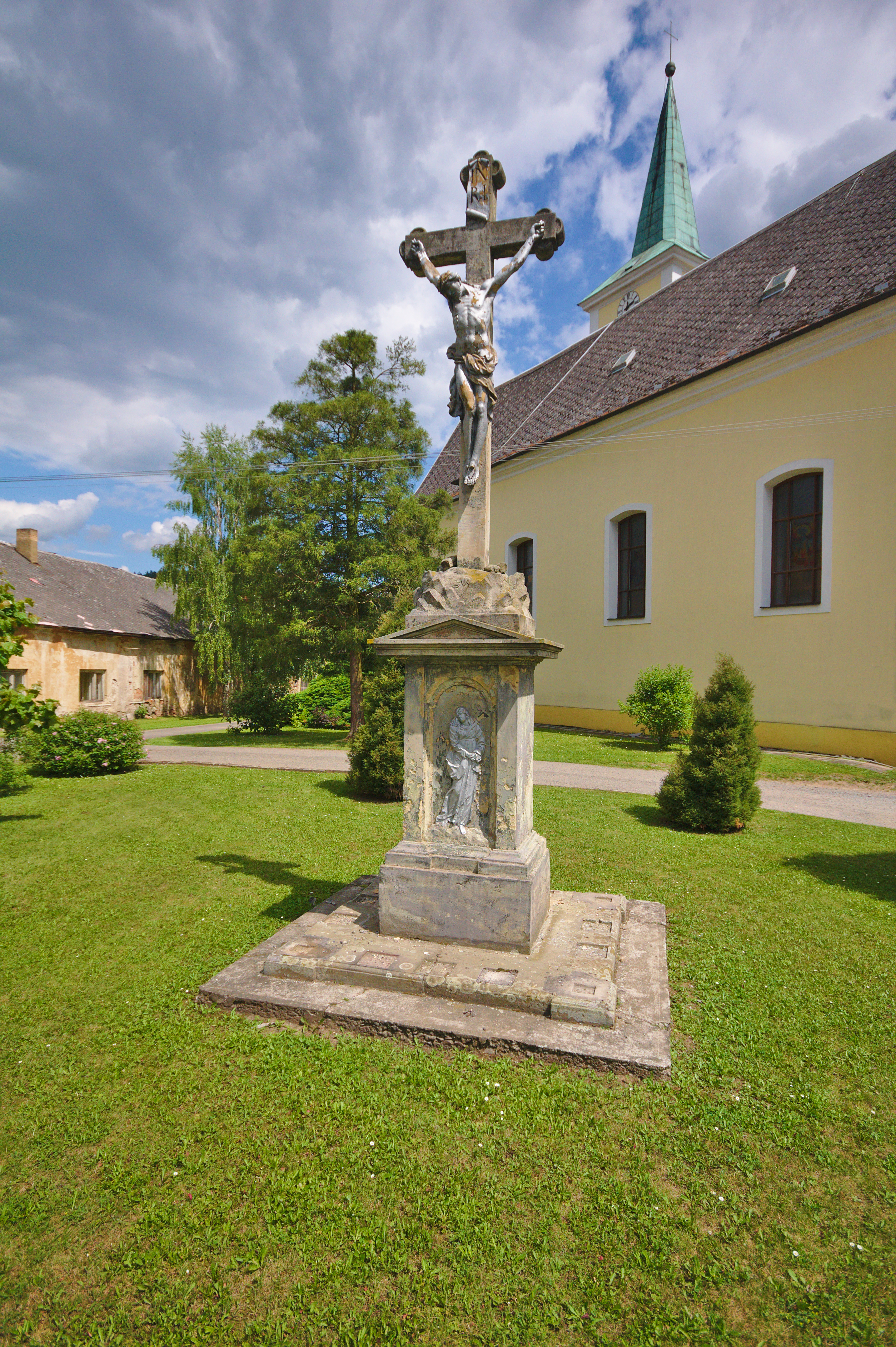
Barokní kříž před kostelem